# Пишчеви записи 1999—2000: Време змија
Пишчеви записи 1999—2000: Време змија су збирка одабраних дневничких записа Добрице Ћосића која се надовезује на Пишчеве записе 1992—1993. У највећем делу ових записа Ћосић се бави НАТО бомбардовањем Србије и ратом на Косову, као и политичком и економском ситуацијом у СРЈ. Поговор књиге написала је пишчева ћерка и уредник његових сабраних дела Ана Ћосић-Вукић. Ова књига објављена је 2009. године. Ова књига је изазвала различите оптужбе на рачун писца и полемике о тим оптужбама.

## Говор мржње
Контроверза у вези са овом књигом настала је када су Биљана Ковачевић-Вучо, у име Комитета правника за људска права (ЈУКОМ), и Соња Бисерко, у име Хелсиншког одбора за људска права, поднеле Окружном тужилаштву у Београду кривичну пријаву против Добрице Ћосића, у којој се изнеле тврдњу да је извршио кривично дело изазивања националне, расне и верске мржње и нетрпељивости и кривично дело расне и друге дискриминације, када је, на 211 страни књиге, мислећи на Албанце, написао: "Тај социјално, политички и морални талог трибалног варварског Балкана узима за савезника Америку и Европску унију у борби против најдемократскијег, најцивилизованијег, најпросвећенијег балканског народа - српског народа."
Многобројне јавне личности устале су у одбрану Добрице Ћосића и његовог дела. Председник Србије Борис Тадић је у емисији "Утисак недеље", на питање о тужби против Ћосића рекао: "Добрицу Ћосића познајем годинама и све оно што сам о разним народима, и албанском, са њим раговарао, никада није подразумевало ниподаштавање, тога морам да будем сведок". Познати режисер Емир Кустурица изјавио је: "Њихов циљ није једино он, на мети су и председник Тадић, министар Јеремић, сви они који никада неће признати независност Косова. Апсурд је нападати Ћосића и најпознатијем социјалдемократи, патриоти, човеку који је живот посветио грађењу Србије, приписивати измишљена недела, у немоћи да било кога наговоре како је признавање независности Косова прихватљиво". Писац Радован Бели Марковић рекао је овим поводом: "Када би се, рецимо, са полица Градске библиотеке Лајковац, где имам част да свој хлеб зарађујем, уклониле књиге Добрице Ћосића, као и књиге о његовим књигама, настала би вапијућа празнина, у душама читалаца поготово, а други нека кажу: чиме би и како испунили празнину која би настала изопштењем Ћосићевог дела из српске културе, или се у главама појединих субјеката српска култура и не узима у рачун". Познати филозоф Светозар Стојановић је изјавио: "Чуди ме од две даме да оне поднесу тужбу, када је познато да баш оне тврде да су Срби колективни кривци као нација. Ако такви изгреди нису ширење мржње, ја не знам шта је то. Ако се погледа текст, Ћосић не говори о албанској нацији, него о једном делу Албанаца који су такви каквим их је он описао". Писац Брана Црнчевић рекао је: "Добрици Ћосићу може да се припише свашта, али никако ширење мржње. Он је један од најважнијих српских писаца, био је укључен у све најважније политичке догађаје старе Југославије и нове Србије, апсолутно нико не може да сумња у његове добре намере. Мислим да би било добро да поднесе контратужбу, јер су његови аргументи много озбиљнији". Добрило Ненадић, познати писац, изјаво је: "Мислио сам да је време ждановизма давно прошло, једном засвагда, да се суди књигама и идејама. То је комично. Писац има право да каже шта год, шта мисли. Познато је да је писац Франсоа Вијон био неколико пута осуђиван на смрт, па постао класик. Ћосић је класик српске књижевности. И тачка". 

## Март 1999.
Дана 21. марта у подне Ћосић је посетио патријарха Павла. Патријарх га обавештава о томе како је протекла његова посета председницима Словеније и Хрватске Милану Кучану и Фрањи Туђману. Затим су прешли на непосредан разлог због кога је патријарх позвао Ћосића на разговор: да би чуо његово мишљење о ставовима које црква треба да заступа на седници Светог синода заказаној за 25. март. Ћосић га је саветовао да Свети синод упути апел да се по сваку цену пронађе компромис у косовској кризи, рекавши да пута ка миру и добру није само један. Патријарх му се захвалио на саветима и обавестио га да ће тражити хитан састанак са Слободаном Милошевићем. Исте вечери Ћосића је звао Алфред Шерман, бивши саветник Маргарет Тачер и уредник “Дејли телеграфа”, рекавши му да су Американци одлучили да бомбардују Југославију и да окупирају Косово, али му је изнео и своје мишљење да Срби не треба да капитулирају, већ да се боре и да „убију само 20 Американаца и НАТО је поражен“, јер Шерман сматра да је Америка „сила која нема снагу да поднесе људску жртву“.
Дана 24. марта почело је бомбардовање. Ћосић прве вечери бомбардовања силази са породицом у подрум куће.
Дана 25. марта Ћосићев пријатељ Сотирос Панајотис, адвокат са Родоса, позива телефоном Ћосића и моли га да, са породицом, буде његов гост на Родосу док се бомбардовање не заврши. Ћосић пита ћерку Ану и унуке Николу и Милену за мишљење, али они су одлучно против напуштања земље док траје рат. Други пријатељи позивају Ћосића да се пресели у центар Београда код њих, сматрајући да је тамо безбедније, али Ћосић и то одбија.
Дана 26. марта у Удружењу књижевника Србије одржан је протестни скуп писаца, а Ћосић је први говорник. Касније тог дана, пошто је то годшњица самоубиства писца Бранка Ћопића, Танасије Младеновић, Драган Недељковић и Ћосић положили су цвеће, овлашћени од бањалучке телевизије, и у име Крајишника, изговорили по неколико реченица.
Дана 29. марта Ћосић одлази на сахрану Дарке Селимовић, супруге његовог покојног пријатеља Меше Селимовића, а у “Недељном Телеграфу” излази његов текст о бомбардовању.

## Април 1999.
Љубомир Тадић, Василије Крестић, Милорад Екмечић, Никша Стипчевић и Добрица Ћосић почетком месеца састају се са делегацијом Интелектуалног форума из Бањалуке и разговарају о тренутном стању на Косову и у Бих
Ћосић је огорчен на Милошевића: „Слободан Милошевић је и пристао на рат да не би капитулирао. Изабрао је и рат и разарање Србије само да остане на власти. Он је чврсто одлучио да и после изгубљеног ратa и изгубљеног Косова остане председник, јер је бранио Косово жртвујући и Србију. Он жели да нам буде Тито - доживотни председник. То се, ипак, неће догодити.“
Ћосић, у свом кабинету у Академији, прима уредника француских новина „Фигаро“, државног саветника Мари Гаро и два новинара и са њима разговара о косовској кризи. Уредник Фигароа Ален Гиотре замолио је Ћосића да напише апел француској јавности, што Ћосић прихвата и у том апелу предлаже своју стару идеју решења косовској питања – поделу Косова.
Филозоф Михајло Марковић се чуди свом пријатељу Ћосићу због пристајања на поделу Косова и сматра га „малодушником и капитулантом“. Он сматра да ће Срби победити НАТО пакт. Добрица је свестан да Срби не могу да добију рат: „Наш је спас у капитулацији; капитулација сада није издаја. Тај парадоксални обрт у нашој судбини нема ко да објави. “
Ћосића посећује стара познаница Рената Флотау, дописница “Шигла”, која га обавештава о српском протеривању Албанаца са Косова. Дао је интервју и дописницима највећих шпанских листова, који су сагласни са њим да Америка не ратује за људска права Албанаца, него за своје стратешке интересе на Балкану и Европи.
Ћосић је огорчен злочинима НАТО пакта, а истовремено увиђа: „ Србофобија је нова глобална идеологија мржње. Ми, Срби, нови смо семити. У ствари, ми смо метафора злочиначког народа. Јевреје, Турке, Немце, Русе, Енглезе, Французе, Холанђане, Шпанце, Португалце, мрзели су поједини народи, или неколико народа, они потчињени, експлоатисани, поражени у рату. Нас мрзи више од милијарду људи, сви који гледају телевизију; нас мрзе они којима нисмо никакво зло учинили; нас мрзе они који нас не познају, а многи који не знају ни на ком је континенту та Србија. Ми смо симбол зла; ми смо сотона света.“

## Мај 1999.
Патријарх Павле је поново позвао Ћосића на разговор. Ћосић је одушевљен патријарховим понашањем и назива га „живим свецем“: „Не верујем да су његови учитељи јеванђелисти били побожнији од њега и са мање грехова и грешности. Тај човек је оваплоћење Христове вере. Он је оличење хришћанина и хришћанске религије. Нисам упознао човека са потпунијим складом уверења и живљења“.
Француски премијер Лионел Жоспен у говору француском парламенту позитивно је говорио о Ћосићевој идеји о подели Косова, али Ћосић је уверен да је за њу доцкан.
Слободан Гавриловић, функционер Демократске странке, посећује Ћосића и говори му да је Зоран Ђинђић довео себе у питање као вођа Демократске странке напуштањем земље. Гавриловић верује да после рата у Србији треба да настане свенародни политички демократски покрет на чијем челу би био Добрица Ћосић, што Ћосић одбија, јер није спреман да остатак живота посвети политици.
„Блиц“ и „Данас“ објављују део Ћосићевог интервјуа швајцарском „Тану“ у коме се залаже са поделу Косова.
Ћосића пријатељ са Косова обавештава о протеривањима Албанаца које чини српска војска, а он записује: “ Не разумем овакво протеривање Шиптара; сматрам ту одлуку лудачком, фаталном, антисрпском. Ако је то заиста наредба Врховне команде и врховног команданта, онда њима у Београду треба судити за ратне злочине и геноцид над Албанским народом.“
На предлог Динија, министра спољних послова Италије, Ћосић пише чланак за римске новине „Република“ у коме излаже своју аргументацију за поделу Косова. Неки министри француске владе, на челу са премијером Жоспеном, послали су свог изасланика да по њему Ћосић писмено изложи и образложи своју концепцију територијалног разграничења са Албанцима на Косову, што је Ћосић прихватио, назвавши га „Предлог за историјски компромис на Косову“.
Генерал Пјер Мари Галоа јавља се Ћосићу. И он је огорчен америчком и политиком НАТО пакта, подржава Србију, упозоравајући Ћосића да је врло могућа и копнена инвазија НАТО пакта.
Писац ради на сабирању и редиговању за трећу књигу „Пишчевих записа“.

## Јун 1999.
Ћосић предлаже да он, Василије Крестић, Никша Стипчевић, Младен Србиновић и Момчило Ристић захтевају састанак са председником Српске академије наука и уметности Дејаном Медаковићем и да му предложе да у име групе академика тражи састанак са председником Милошевићем и пренесе му њихово мишљење да мора да прихвати захтеве Америке и Европске уније и „оконча даље убијање и рушење Србије“.
Војкан Митић из Ниша, председник управног одбора холдинг компаније Електронске индустрије, јавља Ћосићу да се у Нишу појавило много змија, које су бомбе и пројектили истерали из земље и шума, па су почеле да гамижу градом. Овај податак касније је послужио писцу као инспирација за наслов ове књиге дневничких записа.
Дана 7. јуна Ћосићу се јавља Момчило Трајковић, вођа Српског покрета отпора са Косова, и информише га да се Срби спремају за бег са Косова услед повлачења српске војске и предстојећег уласка НАТО пакта на Косово.
Дана 10. јуна бомбардовање је престало, а дан касније Ћосић записује: „Војска се повлачи са Косова, генерал Лазаревић стоји мирно поред пута којим пролази моторизована колона и – патетично поздравља војску која засвагда напушта Косово! Војници из оклопних кола подигли руке, победнички, са три прста поздрављају камермане српске телевизије... „Политика“ доноси наслов на првој страни, крупним словима, „НАРОД ЈЕ ХЕРОЈ“. Преноси се говор председника Милошевића са наглашеним патосом ослободиоца Косова. Безочна лаж, све до безочније лажи овог идеологизованог, титоизованог властодршца... “
Дана 25. јуна одржана је годишња скупштина Српке акадамије наука и уметности. Добрица Ћосић, као други говорник на скупштини, тражи оставку Слободана Милошевића, са чим се сагласила велика већина академика. Све светске агенције, телевизије, радио и новине пренеле су вест да је Добрица Ћосић, бивши председник Југославије, тражио оставку Слободана Милошевића.
Ћосић, разочаран антисрпством у Црној Гори, прогнозира: „Срби ће бити потурице и Горски вијенац ће доживети своје изврнуто, парадоксално значење. Срби ће бити потурчењаци, српство ће бити „невјера“ која ће се прогањати. Повешће се прави етнички рат против српства; црногорство ће пре краја 21. века бити националност јача од хришћанске религије. Или ће се Црна Гора поцепати на албанску, муслиманску и српско-црногорску територију, што је, такође, реално.“

## Јул 1999.
Почетком јуна Ћосић, са унуцима Миленом и Николом, боравио је у Будимпешти, где се са издавачем договарао о штампању својих Сабраних дела.
Ћосића прима патријарх Павле. Патријарх га обавештава да је изгон Албанаца са Косова вршила ОВК, а касније и српске снаге, а да је доста Албанаца побегло и пред бомбама НАТО пакта. Он поверава Ћосићу да је, још за време бомбардовања, посетио Милошевића и саветовао га да поднесе оставку, што је Милошевић одбио. Патријарх је онда Милошевићу предложио да се формира „влада националног спаса“, на шта је Милошевић одговорио да већ постоји влада националног јединства. Патријарх се није сагласио са Ћосићем у вези са његовим ставом о подели Косова.
Ћосићу поново телефонира Момчило Трајковић и обавештава га о ситуацији на Косову и Метохији: „Редом, од куће до куће, од стана до стана, Шиптари у Приштини чисте град од Срба. Убијају, киднапују, силују, туку, пљачкају... Од оних Срба који су се после бекства из Пећи вратили својим опљачканим кућама осморицу су заклали.“
На Светој гори умро је Ћосићев пријатељ калуђер Митрофан, за чију је комеморацију у Удружењу књижевника Србије Ћосић написао пригодан текст, који је и НИН објавио.
Дана 19. јула опет га је примио патријарх Павле на разговор о Косову - албанским злочинима и опстанку Срба у јужној српској покрајини. Дуго су разговарали и о опозицији, а патријарх је питао Ћосића за савет да ли да позове вође опозиције и саветује их да се уједине како не би дошло до немира и грађанског рата. Ћосић га је саветовао да то још не чини, већ да сачека развој догађаја и саветује их када његов савет буде неопходан, што, Ћосић прогнозира, може бити већ почетком септембра. Патријарх се сагласио.
Дана 21. јула Ћосића је посетио бивши шеф Генералштаба и један од вођа опозиције Момчило Перишић, тражећи Ћосићеву подршку, коју му је Ћосић, начелно, обећао, али без икаквих уплитања у организацију и вођство опозиције. Дан касније, код Ћосића су се састали Момчило Перишић и Ћосићев пријатељ и члан Демократске странке Миодраг Перишић и разговарали неколико сати.
Дана 30. јула Ћосића је патријарх Павле позвао на разговор. Препричао му је свој разговор са немачким канцеларом Шредером, који му је обећао да ће помоћи да се подигну и албанске и српске куће на Косову, али да Србију, док се не демократизује, неће помагати, што је патријарха забринуло. Патријарх је уверен да је патриотска обавеза председника Милошевића да поднесе оставку: „Његова је обавеза да се жртвује за свој народ. Ако мора да иде у Хаг, нека иде. Човеку је свеједно где ће своју жртву приложити за свој народ.“ После овог састанка Ћосић записује: „Ово је доба моралног пада српског народа и његове дубоке духовне кризе. Патријарх Павле постаће донебесник морала и духовних вредности. Он ће својом величином да нас спасе пред потомцима. Радостан сам што смем да запишем: нас двојица смо и пријатељи.“

## Август 1999.
Ћосић је имао мању хируршку интервенцију под анстезијом, па је једно време провео опорављајучи се.
Крајем месеца Ћосић је посетио патријарха Павла, који га је позвао да се са њим посаветује о томе шта Црква треба да чини. Патријарх га је обавестио да је тражио састанак са Слободаном Милошевићем, који је то одбио, па је патријарха у пратњи митрополита Амфилохија примио председник Србије Милан Милутиновић. Предложили су му да он и Милошевић поднесу оставке. Милутиновић је то одбио, уз тврдњу да није проблем у њиховим оставкама, него у ставу према Србији: „Треба само издржати. Америка и Европска унија морају да промене политику према Србији“. Патријарх се са њим није сложио. Патријарх Павле је Ћосићу такође испричао свој недавни сусрет са престолонаследником Александром у Пећкој патријаршији, који му је замерио што се у црквама не моли за краљевски дом и њега, на шта му је патријарх одговорио: „Ми живимо у држави која је република. Ми не можемо у молитвама да спомињемо Вас. У српским црквама није се молило ни за Вашег деду када је био краљ“. Ћосић се сагласио са патријархом.

## Септембар 1999.
Новинар Жарић јавља Ћосићу да је он „једини писац у свету коме су, за живота, у три наврата спаљиване књиге: 1968, 1981. и 1999.“ Он му саопштава: „Из српских библиотека, са посебним ритуалом, издвајају се Ћосићеве књиге и спаљују са пуцњавом и дивљачким весељем“.
Дана 19. септембра умро је Ћосићев пријатељ Павле Ивић. Ћосић се, у име САНУ, од њега опростио кратким говором на сахрани, а у дневник записује: „Мој стари друг, мој велики савременик, који ми је свагда био интелектуална и морална подршка, оде у неповрат“.
Ћосић је завршио рад на својој књизи дневника Пишчеви записи 1969—1980.

## Октобар 1999.
Ћосић проводи седам дана на планини Златар код пријатеља, где ради на приказу књиге Љубомира Тадића „У матици кризе“, као и на одговорима Бошку Руђинчанину на питања за његову књигу „Завичај и Прерово Добрице Ћосића“, као и на одговорима Миодрагу Петровићу из Ниша, који је такође радио на књизи о сусретима и разговорима са Добрицом Ћосићем.
Руски писац Александар Зиновјев је боравио у Београду, отварајући Сајам књига, па га је Ћосић угостио на вечери. Том приликом је одбио да напише предговор његовој књизи „Велика прекретница“, признавши да нема довољно знања за тако нешто.
Добрица је путовао и у Игало да се са Миланом Панићем договори о финансирању његових Сабраних дела. По повратку у Београд, Ћосићу је на вечери био Игор Мандић, познати хрватски писац, за кога Ћосић изражава најдубље поштовање.
Ћосић је поново разговарао са генералом Перишићем и саветовао му уједињење опозиције.

## Новембар 1999.
Ћосић има проблем око штампања својих Сабраних дела, јер је главни финансијер штампања Милан Панић, за режим у Србији „издајник“.
Са ћерком Аном и унуком Николом, Ћосић је поново боравио у Будимпешти, где је склопио уговор о штампању својих Сабраних дела у 25 књига.
Добрица је завршио је последњу редакцију прве књиге Пишчевих записа: Пишчеви записи 1951—1968.

## Децембар 1999.
Ћосић се не слаже са поделом на две Србије: „Ја сам писац српског језика, језика свих Срба. Ја имам једну Србију. Својим књигама припадам свим Србима. И лоповима, и зликовцима, и Милошевићевим и Шешељевим присталицама; и њиховим противницима; и мојим читаоцима и следбеницима. Ја немам право на поделу Србије и избор оне Србије и оних Срба које сматрам напредним, храбрим, паметним, поштеним. Писац какав сам ја – носи само једну, целу, сву нацију. Ја сам Србин управо оне поражене, озлоглашене, пропале Србије. Она ми је дала језик, хлеб, дужност, значај. Без те целе Србије не би било ни мене садашњег, ни мојих књига. Кривице Србије, моје су кривице. Јер сам одавно присвојио њене жртве, њену храброст, њене подвиге, њене вредности и врлине. И целокупно њено стваралаштво.“
Своје записе у овој књизи Ћосић завршава записом од 1.1.2000. у коме се бави оставком Бориса Јељцина, и Владимиром Путином, а између осталог пише: „Да ли ће тај Владимир Владимирович Путин, руски обавештајац, бити обновитељ руске државе и њене моћи по примеру Петра Великог, у шта ја верујем без иједног стварног разлога, да ли ће он вратити моћ и достојанство великом руском народу, у шта верујем својим романсијерском маштом, или ће као „амерички човек“ наставити јељциновски путем криминалне контрареволуције, што, јавља ми се телефоном, забринуто слути мој учитељ историје професор Милорад Екмечић, Србин који највише зна о српској и европској прошлости – видеће се“.